# Москверо
Москве́ро (Aphanotriccus) — рід горобцеподібних птахів родини тиранових (Tyrannidae). Представники цього роду мешкають в Центральній і Південній Америці.

## Опис
Москверо — дрібні птахи, середня довжина яких становить 12-13,5 см, а вага 11 г. За формою і ромірами москверо є подібними до піві-малюків, однак мають більш яскраве забарвлення. Вони живуть в густих рівнинних тропічних лісах, поблизу річок і озер, на болотах. Зустрічаються поодинці або парами, не приєднуються до змішаних зграй птахів. Живляться комахами, зокрема жуками і мурахами, яких шукають серед листя.

## Таксономія і систематика
Молекулярно-генетичне дослідження, проведене Телло та іншими в 2009 році дозволило дослідникам краще зрозуміти філогенію родини тиранових. Згідно із запропонованою ними класифікацією, рід Москверо (Aphanotriccus) належить до родини тиранових (Tyrannidae), підродини Віюдитиних (Fluvicolinae) і триби Півієвих (Contopini). До цієї триби систематики відносять також роди Річковий пітайо (Ochthornis), Бурий москверо (Cnemotriccus), Монудо (Mitrephanes), Піві (Contopus), Піві-малюк (Empidonax), Феб (Sayornis), Бронзовий москверо (Lathrotriccus) і Москверо-чубань (Xenotriccus).

## Види
Виділяють два види:
- Москверо білогорлий (Aphanotriccus capitalis)
- Москверо панамський (Aphanotriccus audax)

## Етимологія
Наукова назва роду Aphanotriccus походить від сполучення слів дав.-гр. αφανης — невидимий, прихований і τρικκος — дрібна пташка (в орнітології означає птаха з родини тиранових).